# Скородумова, Таисия Николаевна
Таи́сия Никола́евна Скороду́мова (28 марта 1928, село Стрелецкая Слобода, Московская область — 2020) — советский и российский художник, график и акварелист, член графической секции Союза художников СССР (1955).

## Биография
В 1932 году переехала с семьей в Москву. Первым учителем рисования стал Николай Васильевич Синицын (ученик Остроумовой-Лебедевой) — он преподавал рисование в школе, а также занимался с ней дополнительно. В 1940 году по совету Синицына поступила в недавно открывшуюся Московскую среднюю художественную школу.
С началом Великой Отечественной войны вместе со школой была эвакуирована в село Воскресенское в Башкирии. Весной 1943 года вернулась в Москву, где продолжила обучение в художественной школе. На каникулах, летом 1943 года, Скородумова работала в оформительской мастерской, которой руководил Синицын, где писала шрифты на вывесках разного формата.
В 1945 году участвовала в этнографической экспедиции в Дагестан, возглавляемой Евгением Шиллингом, где на неё и дочь Шиллинга Екатерину (также учившуюся в МСХР и ставшую известным художником) была возложена задача «иллюстративно-художественной фиксации», в результате художницы выполнили более 200 рисунков предметов материальной культуры местных народов, многие из этих рисунков вошли в выпущенное в 2013 году издание «Дагестанские этнографические экспедиции Е. М. Шиллинга [1944-1946]».
Окончила школу в 1947 году, в том же году поступила на живописный факультет Московского государственного художественного института имени Сурикова, где училась у Николая. Максимова и Дмитрия Мочальского. В 1951 году в составе этнографической экспедиции побывала в Туркмении. В экспедиции работа художницы заключалась в зарисовках предметов материальной культуры туркмен, помимо этого писала портреты и пейзажи (в технике акварели). В 1953 году окончила институт, получив за дипломную работу (картину «В школе») оценку «хорошо».
После этого переключилась на создание гравюр на линолеуме (в освоении новой техники ей помог Синицын). В 1955 году за серии линогравюр и акварельных пейзажей была принята в члены графической секции Союза художников СССР, после чего начала активно участвовать в различных выставках.
С 1954 года в течение пяти лет была преподавателем живописи в младших классах Московской средней художественной школы, параллельно работая в комбинате графического искусства Московского отделения Художественного фонда РСФСР, где печатала свои линогравюры. В 1954 году снова участвовала в этнографической экспедиции в Среднюю Азию (оба раза под непосредственным руководством этнографа Галины Васильевой). Участники отряда передвигались на автомобиле через Туркмению по маршруту Нукус-Чарджоу, Скородумова делала зарисовки с натуры, писала акварелью пейзажи, рисовала портреты. В 1958 году с группой художников совершила поездку на Север, в деревню Нижмозеро, что на Онежском полуострове. Весной 1960 года оставила преподавательскую работу и, желая совершенствоваться в технике акварели, отправилась в Бухару и Ташкент (со времён работы в экспедициях художницу привлекали среднеазиатские ландшафты), где рисовала пейзажи.
В 1976 году направлена в дом творчества «Челюскинская» на симпозиум акварелистов, где на основе старого материала, собранного в результате поездок, написала несколько композиционных листов-пейзажей большого размера по Северу, в основном на основе зарисовок в деревне Нижмозеро. Во время последующих пребываний в «Челюскинской» (1981, 1983) стала осваивать литографию.
В составе акварельных групп регулярно ездила по стране, каждая из таких групп состояла из 20—25 художников из разных республик Советского Союза, а работы, сделанные в поездках, выставлялись в местных музеях; посетила с группами Керчь и Севастополь (1977), Латвию (1978), Западную Украину (1979), Киев (1980), Эстонию (1986). Осенью 1980 года в составе акварельных групп побывала в Болгарии на Международном симпозиуме акварельной живописи, а в 1981 году — на Международном симпозиуме графики в Словакии (Банска Быстрица).
Начиная с 1990 года ушла из комбината графических искусств и стала много писать акварелью для салонов, сдавая на продажу небольшого размера работы. Приняла участие в последней Всесоюзной акварельной выставке 1991 года.

## Собрания
Работы приобретались музеями, среди них — Третьяковская галерея, Каракалпакский государственный музей искусств имени Савицкого (Нукус), Музей истории и реконструкции Москвы, Национальный художественный музей Республики Беларусь, Рыбинский музей-заповедник, Чувашский государственный художественный музей
Работы художницы находятся в частных коллекциях в США, Голландии, Словакии, Болгарии и Франции.